# Classification des psychotropes
Les psychotropes, dans le sens ancien de drogues, et plus tard dans la signification moderne de médicaments psychiatriques, ont fait l'objet de nombreuses démarches de classification, principalement selon leurs effets et la nature du danger qu'ils présentent.
Les critères d'estimation de la dangerosité des psychotropes sont en 2015 sujets à débat et ne font pas consensus. Selon le docteur Nora Volkow, directrice du National Institute on Drug Abuse, la « distinction entre drogue douce et drogue dure est une fumisterie ». 
Le niveau de dangerosité n'est évalué que pour des consommateurs uniques et non globalement pour la collectivité. Les taux d'occupation de chaque produit au sein de la société ne sont pas pris en compte dans les classifications de cet article. 
De nos jours on fait la distinction entre les médicaments psychiatriques ou psychotropes et les drogues psychotropes. Les classifications selon les effets rencontrent leurs limites dans le fait que les catégories portent sur les effets et non sur les substances elles-mêmes, or une même substance peut avoir plusieurs effets différents en fonction de son dosage et de ses modalités de consommation et donc peut être rangée dans plusieurs catégories.

## Intérêt des classifications
Il est très difficile de définir et de comparer des psychotropes et notamment leur dangerosité en raison de la multiplicité des usages, doses, fréquences, modes de consommation, raisons de la consommation (récréative ou médicale par exemple), contexte social, des combinaisons de produits, de l'état de santé du consommateur etc. Les classifications dépendent des caractéristiques comparées. Par exemple l’addiction, la nocivité ou l’impact sur le comportement. L'usage de drogue entraîne une variété de risques (surdosage, dépendance, violence, maladie, etc.) dont la pondération est difficile. Par exemple le cannabis est régulièrement présenté comme moins dangereux que l'alcool mais ce point ne fait pas l'unanimité. L'alcool ne contient qu'une seule substance active, l'éthanol, contre plus de 400 pour le cannabis. L'élimination de l'alcool du corps est très rapide alors que le cannabis s'accumule dans les tissus adipeux — dont des éléments cancérogènes — et peut être libéré plusieurs semaines après la consommation dans la circulation sanguine. Ces particularités biochimiques expliquent pourquoi une consommation occasionnelle et modérée d'alcool est généralement tolérée en Occident, alors qu'il est — culturellement et juridiquement — problématique de faire de même avec le cannabis ou d'autres drogues.
Selon le docteur Nora Volkow, directrice du National Institute on Drug Abuse, la distinction entre drogue dure et drogue douce est factice. Ce qui importe avant tout, c'est le type de rapport que l’individu entretient avec ces stupéfiants et le type de consommation.

## Classifications selon les effets

### Classification des drogues psychotropes selon Lewin (1924)
En 1924, Louis Lewin (un  pharmacologue allemand) décrivit et classa les psychotropes, dans leur ancien sens de drogues psychoactives  qu'il qualifiait de poison de l'esprit, en cinq groupes en leur donnant des noms latins selon leurs effets. Cette classification était la première qui tenait compte des effets de ces produits :
- Euphorica : produits qui calment l'activité psychique en diminuant la perception des sensations : principalement les opiacés, mais aussi la coca et la cocaïne ;
- Phantastica : produits hallucinogènes d'origine végétale : peyotl, ayahuasca, mescaline, chanvre indien, solanaceaes (datura, jusquiame) ;
- Inebriantia : produits qui induisent une dépression pouvant aller jusqu'à la perte de conscience à la suite d'une première phase d'excitation : alcool, éther, chloroforme, protoxyde d'azote ;
- Hypnotica : produits calmants et somnifères :  barbituriques, bromures, paraldéhyde, sulfonal, kava ;
- Excitantia : produits stimulants d'origine végétale qui induisent un état d'excitation sans altérer l'état de conscience : café, thé, khat, tabac, noix de kola, maté, cacao, guarana, noix de bétel.

Cette classification, bien que claire et simple, présente ses limites dans le fait qu'elle ne classe pas les produits psychotropes récents et qu'elle ne tient pas compte du fait que l'effet peut varier selon la dose. Ainsi la cocaïne, utilisée à l'époque comme anesthésiant, est présentée comme un calmant alors que c'est un stimulant.

### Classification des agents psychotropes selon Delay et Deniker (1957)
En 1957, Jean Delay (un psychiatre français) a élaboré avec son assistant Pierre Deniker une classification des substances psychotropes qui sera validée par le congrès mondial de psychiatrie en 1961. Cette classification distingue les substances psychotropes en fonction de leur activité sur le système nerveux central (SNC) :
- Les psycholeptiques ou sédatifs psychiques, ralentissant l'activité du système nerveux, comprennent : 
  - les nooleptiques tels que les hypnotiques (barbituriques) ;
  - les thymoleptiques tels que les neuroleptiques ;
  - les régulateurs de l'humeur tels que les sels de lithium ;
  - les psycholeptiques divers tels que les tranquillisants (anxiolytiques), les sédatifs classiques (benzodiazépines) et les antiépileptiques ;
- Les psychoanaleptiques ou excitants psychiques, accélérant l'activité du système nerveux, comprennent : 
  - les nooanaleptiques tels que les stimulants de la vigilance (amphétamines) ;
  - les thymoanaleptiques antidépresseurs tels que les stimulants de l'humeur (antidépresseurs) ;
  - les stimulants divers tels que le khat et la caféine ;
- Les psychodysleptiques ou perturbateurs psychiques, perturbant l'activité du système nerveux, comprennent la plupart des drogues:
  - les hallucinogènes (mescaline, peyotl, kétamine, phencyclidine, LSD) ;
  - les stupéfiants (morphine, héroïne, opium) ;
  - l'alcool et les conduites addictives (jeu pathologique…)

### Classification selon Pelicier et Thuillier (1991)
En 1991, Yves Pélicier (un médecin français) et Guy Thuillier (un psychiatre et pharmacologue français) reprennent la classification selon Delay et Deniker pour la moderniser :
- les dépresseurs du système nerveux central : ils ralentissent le fonctionnement du système nerveux, provoquent souvent une dépendance physique et peuvent avoir, à forte dose, des conséquences graves (dépression respiratoire). Cette classe inclut notamment l'alcool, les hypnotiques (barbituriques), les tranquillisants (benzodiazépines), les neuroleptiques et les analgésiques (opiacés, morphine, héroïne…) ;
- les stimulants : ils stimulent le fonctionnement du système nerveux, provoquent souvent une dépendance et peuvent provoquer, à long terme, la paranoïa ou des dépressions graves. Cette classe inclut notamment les stimulants mineurs (café, tabac), les stimulants majeurs (amphétamines, anorexigènes, cocaïne, ecstasy), les stimulants de l'humeur et les antidépresseurs ;
- les hallucinogènes ou perturbateurs : ils perturbent le fonctionnement du système nerveux et la perception de la réalité et peuvent, à long terme, modifier durablement la personnalité du consommateur (syndrome post hallucinatoire persistant). Cette classe inclut notamment le chanvre indien, les solvants (éther, colles), les anesthésiques volatils, le LSD, la mescaline, la psilocybine, la kétamine, etc.

### Classification selon Peters (1991)
En 1991, G. Peters (un professeur des universités suisse) établit une classification des psychotropes :
- Les psychostimulants, qui accélèrent le fonctionnement du système nerveux ;
- les psychédéliques, qui perturbent le fonctionnement du système nerveux ;
- les psychosédatifs, qui ralentissent le fonctionnement du système nerveux ;
- les dépresseurs, qui ralentissent le fonctionnement du système nerveux après une phase d'excitation.

### Vue d'ensemble
Le diagramme de l'ingénieur américain Derek Snider : 

Légende (dans le sens horaire)
Groupes primaires
- Neuroleptiques sont généralement plus sédatifs (tranquillisants) à droite.
- Dépresseurs dont l'action augmente généralement en allant en bas à droite.
- Hallucinogènes sont des psychédéliques vers la gauche, des dissociatifs vers la droite, généralement les moins prévisibles en bas à droite et généralement les plus actifs près du titre.
- Stimulants dont l'action augmente généralement en allant en haut à gauche.

Groupes secondaires
- Intersection des stimulants (bleu) avec les neuroleptiques (rose) - antidépresseurs moderne non-sédatifs.
- Intersection des dépresseurs (rouge) avec les neuroleptiques (rose) - anciens antidépresseurs sédatifs et anxiolytiques.
- Intersection des dépresseurs (rouge) avec les hallucinogènes dissociatifs (vert) - dissociatifs primaires ayant un pouvoir dépresseur.
- Intersection des stimulants (bleu) avec les hallucinogènes psychédéliques (vert) - psychédéliques primaires ayant un pouvoir stimulant.

Groupes tertiaires
- Intersection des stimulants (bleu) avec les dépresseurs (rouge) — Exemple : la nicotine possède ces deux effets.
- Intersection des dépresseurs, hallucinogènes dissociatifs et neuroleptiques.
- Intersection des stimulants, dépresseurs et hallucinogènes — Exemple : le THC possède des effets appartenant aux trois groupes.
- Intersection des stimulants, hallucinogènes psychédéliques et neuroleptiques - exemple : les empathogènes / entactogènes.

Groupes quaternaires
- Intersection centrale des quatre sections (stimulants, dépresseurs, hallucinogènes et neuroleptiques) - le cannabis contient du THC et du CBD qui possèdent des effets appartenant à toutes les sections, le THC étant le constituant primaire de la section hallucinogène.

## Classifications selon le danger
Ces classifications ont surtout une portée juridique.

### Classification de l'OMS (1971)
En 1971, l'OMS établit une classification des substances psychotropes en évaluant leur danger selon trois critères : dépendance psychique, dépendance physique et tolérance (accoutumance). Cette classification est cependant imprécise dans ses évaluations et la liste des psychotropes pris en compte est incomplète, le tabac ou les tranquillisants n'y sont pas pris en compte (Remarque : le cannabis en 1971 avait des taux de THC beaucoup plus faibles qu'en 2020) :
| Drogue               | Dépendance physique | Dépendance psychique | Tolérance                                           |
| -------------------- | ------------------- | -------------------- | --------------------------------------------------- |
| Alcool               | moyenne à marquée   | moyenne à marquée    | certaine                                            |
| Opiacés              | marquée             | modérée à moyenne    | marquée                                             |
| Cocaïne              | aucune              | modérée à marquée    | aucune                                              |
| Barbituriques        | moyenne à marquée   | moyenne à marquée    | substantielle                                       |
| Amphétamines         | minime              | moyenne à marquée    | aucune                                              |
| Khat                 | minime              | moyenne à modérée    | minime                                              |
| Solvants, inhalants  | minime              | moyenne à modérée    | possible avec certains produits                     |
| Hallucinogènes (LSD) | aucune              | moyenne à modérée    | peut-être marquée avec certains produits (Kétamine) |
| Cannabis             | minime              | moyenne à modérée    | possible à fortes doses                             |

### Classification du rapport Pelletier (1978)
En 1978, Monique Pelletier (une avocate française) reprend la classification de l'OMS et l'applique à l'ensemble des psychotropes juridiquement réglementés dans son rapport de la mission d'études sur l'ensemble des problèmes de la drogue. Les évaluations sont plus claires et s'échelonnent de 0 à 4. La tolérance de la cocaïne et des amphétamines passent de « aucune » à « très forte ».
| Substance                      | Dépendance psychique | Dépendance physique | Tolérance |
| ------------------------------ | -------------------- | ------------------- | --------- |
| Stupéfiants                    |                      |                     |           |
| Opiacés                        |                      |                     |           |
| Opium                          | 4                    | 4                   | 4         |
| Morphine                       | 4                    | 4                   | 4         |
| Héroïne                        | 4                    | 4                   | 4         |
| Morphino-mimétiques            |                      |                     |           |
| péthidine (Dolosal)            | 4                    | 4                   | 4         |
| dextromoramide (Palfium)       | 4                    | 4                   | 4         |
| dextrométhorphane (Romilar)    | 4                    | 4                   | 4         |
| Stimulants                     |                      |                     |           |
| Coca                           | 3                    | 0                   | 2         |
| Cocaïne                        | 4                    | 0                   | 4         |
| Hallucinogènes                 |                      |                     |           |
| LSD                            | 1                    | 0                   | 0         |
| Mescaline                      | 1                    | 0                   | 0         |
| Psilocybine                    | 1                    | 0                   | 0         |
| Haschisch                      | 2                    | 0                   | 0         |
| Cannabis                       | 1                    | 0                   | 0         |
| Médicaments détournés          |                      |                     |           |
| Stimulants                     |                      |                     |           |
| Amphétamines                   | 4                    | 1                   | 4         |
| Méthamphétamines               | 4                    | 1                   | 4         |
| STP                            | 4                    | 1                   | 4         |
| Hypnotiques et tranquillisants |                      |                     |           |
| Barbituriques                  | 3                    | 4                   | 3         |
| Non barbituriques              | 2                    | 2                   | 3         |
| Tranquillisants                | 4                    | 1                   | 3         |
| Analgésiques non opiacés       |                      |                     |           |
| Pethacétine                    | 4                    | 0                   | 2         |
| Amidopyrine                    | 4                    | 0                   | 2         |
| Autres substances              |                      |                     |           |
| Alcool                         | 3                    | 3                   | 3         |
| Tabac                          | 2                    | 0                   | 2         |
| Solvants volatils              | 3                    | 1                   | 4         |

- Légende :

0 = nulle ; 1 = faible ; 2 = moyenne ; 3 = forte ; 4 = très forte

### Code de la santé publique français (1990)
Largement inspiré des conventions internationales de 1961, 1971 et 1988 sur le contrôle des stupéfiants, le code de la santé publique français classe les psychotropes en quatre catégories (dont les deux premières, stupéfiant et psychotrope, furent établies par l'arrêté du 22 février 1990) en fonction de leur toxicité et de leur dangerosité :
- Les substances stupéfiantes. Cette catégorie inclut les produits considérés comme les plus toxiques. Leur production, leur distribution et leur usage sont étroitement réglementés, voire interdits pour certains (héroïne). Cette catégorie liste plus de 170 plantes et substances parmi lesquelles :
  - Les stupéfiants  de la convention de 1961 : coca, opium, cannabis et leurs dérivés (morphine, héroïne, méthadone, cocaïne, haschisch…)
  - certains psychotropes de la convention de 1971 : des hallucinogènes, les amphétamines, le MDMA…
  - des nouvelles drogues de synthèse comme la kétamine ;
  - le khat, l'acide lysergique.
- les substances psychotropes. Cette catégorie correspond aux substances listées par la convention de 1971 mais qui ne sont pas listées comme stupéfiant. Cette catégorie liste notamment des médicaments comme des antidépresseurs, des benzodiazépines, des barbituriques, des tranquillisants, des hypnotiques, etc.
- les médicaments inscrits sur les listes I et II, définis par l'article L.5132-6 du Code de la santé publique français. Ils ne sont délivrables que sur ordonnance "non renouvelable" (Liste I) ou renouvelable (liste II) ;
- les substances dangereuses. Cette catégorie concerne les substances destinées à l'industrie, l'agriculture et au commerce et classées par les ministères concernés en huit sous-catégories  (très toxique, toxique, corrosif, irritant, cancérogène, tératogène, mutagène). Cette catégorie liste notamment l'éther, ou les acides, etc.

Les substances dopantes relèvent d'une liste spécifique établie par les ministères des sports et de la santé et fixée par arrêté ministériel le 2 février 2000. Cette liste s'inspire grandement de la liste officielle du Comité international olympique (CIO).

### Rapport Roques (1998) sur la dangerosité des drogues
En 1998, Bernard Roques, un professeur français membre de l'Académie des sciences, présente une approche globale considérant à la fois les propriétés pharmacologiques des drogues psychotropes et les problèmes et risques sanitaires et sociaux liés à la consommation de ces produits.
Ce tableau est un extrait du tableau publié à la page 152 du rapport sur la dangerosité des produits par le professeur Bernard Roques et adressé au Secrétaire d'État à la Santé de l'époque, M. Kouchner, à l'issue des Rencontres Nationales sur l'Abus de drogues et la toxicomanie (France, juin 1998).
| | Héroïne (opioïdes)[pas clair] | Alcool     | Tabac      | Cocaïne                  | MDMA                 | Psychostimulants              | Benzodiazépines | Cannabinoïde (Chanvre et dérivés) |
| --- | ----------------------------- | ---------- | ---------- | ------------------------ | -------------------- | ----------------------------- | --------------- | --------------------------------- |
| Dépendance physique | très forte                    | très forte | forte      | faible                   | très faible          | faible                        | moyenne         | faible                            |
| Dépendance psychique | très forte                    | très forte | très forte | forte mais intermittente | forte                | moyenne                       | forte           | faible                            |
| Neurotoxicité | faible                        | forte      | nulle      | forte                    | très forte (?)       | forte                         | nulle           | nulle                             |
| Toxicité générale | forte1                        | forte      | très forte | forte                    | éventuellement forte | forte                         | très faible     | très faible                       |
| Dangerosité sociale | très forte                    | forte      | faible     | très forte               | faible (?)           | faible (exceptions possibles) | faible2         | faible2                           |
| 1: nulle pour méthadone et morphine en usage thérapeutique[pas clair] 2 : sauf conduite automobile où la dangerosité devient alors très forte |                               |            |            |                          |                      |                               |                 |                                   |

Le rapport Roques propose une nouvelle classification des drogues psychotropes en ne considérant donc que les effets neuropharmacologiques qu'ils provoquent :
- les analgésiques-narcotiques ;
- les stimulants psychomoteurs ;
- les psychomimétiques ou hallucinogènes ;

Autre classification. Source du 24 mars 2007 article: Nutt, David, Leslie A King, William Saulsbury, Colin Blakemore. « Development of a rational scale to assess the harm of drugs of potential misuse »" The Lancet 2007; 369:1047-1053. Cependant la méthode d'évaluation ne permet pas de comparer les dommages du tabac et de l'alcool avec les autres drogues, principalement en raison de leur accessibilité plus aisée.

- les dépresseurs centraux ;
- les anxiolytiques.

## Classifications juridiques
Des classifications s'inspirent des conventions internationales ; celles-ci sans définir les termes classent ces produits en deux groupes :
- les stupéfiants via la convention unique sur les stupéfiants de 1961 qui sont hiérarchisés selon leur dangerosité et leur potentiel médical ;
- les psychotropes via la convention sur les substances psychotropes de 1971.

Elles sont critiquées par le milieu médical qui préfère considérer une consommation problématique plutôt que des types de produit.